# Lacconectus nigrita
Lacconectus nigrita är en skalbaggsart som beskrevs av Michel Brancucci 2003. Lacconectus nigrita ingår i släktet Lacconectus och familjen dykare. Inga underarter finns listade i Catalogue of Life.